# Ahmed Zewail
Ahmed Hassan Zewail (n. 26 februarie 1946, Damanhur⁠(d), Egipt – d. 2 august 2016, Pasadena, California, SUA) a fost un chimist american de origine egipteană, laureat al Premiului Nobel pentru chimie (1999). A studiat în Egipt la Universitatea din Alexandria, după care a plecat în Statele Unite ale Americii, unde a obținut un doctorat la Universitatea din Pennsylvania; după doctorat a rămas în SUA, lucrând la Caltech și obținând cetățenia în 1982. El este cunoscut ca pionier al femtochimiei, anume al studiului reacțiilor chimice în durate de timp de ordinul femtosecundelor, pentru care a dezvoltat o tehnică ce implică folosirea unor foarte scurte fascicule laser.